# Jean Rotz

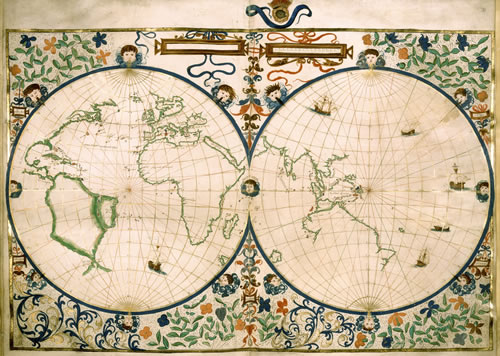
Mappa del mondo di Jean Rotz, 1542.

Jean Rotz (fl. XVII secolo) è stato un cartografo francese.

## Biografia
Nato da padre scozzese e madre francese, Rotz fu membro della scuola cartografica di Dieppe. Potrebbe aver accompagnato l'esploratore francese Jean Parmentier a Sumatra nel 1529, e sicuramente compì un viaggio in Brasile nel 1539.
Il suo lavoro fu fortemente influenzato da queste prime esplorazioni organizzate nella Nuova Francia, che lo spinsero a creare mappe e documenti cartografici riccamente decorati.
Non riuscendo a trovare impiego con presso re Francesco I, Rotz si recò in Inghilterra nel 1542 ed entrò al servizio di Enrico VIII. Presentò a Enrico il suo atlante, il Boke of Idrography (in italiano libro di idrografia), che conteneva una mappa del mondo divisa in due emisferi. Questa mappa mostrava lo distraits of magallane (stretto di Magellano), le due Insulas desfortunadas (Isole Desventuradas, non nominate sulla mappa), scoperte durante il viaggio di Ferdinando Magellano attraverso il Pacifico. La sua raffigurazione di Giava la Grande fu scambiata agli inizi del XIX secolo per la prima apparizione dell'Australia sulle mappe, ma questa ipotesi fu poi confutata.